# طلسم‌شدگان
طلسم‌شدگان نام یک مجموعه تلویزیونی به کارگردانی داریوش فرهنگ، نویسندگی جابر قاسمعلی و تهیه‌کنندگی ایرج محمدی و مهران مهام است. این سریال محصول گروه فیلم و سریال شبکه پنج که در سال ۱۳۸۳ ساخته شده‌است.

## بازیگران
- زیبا بروفه درنقش (مهشید دلدار)
- بیتا فرهی درنقش (نسرین صدر)
- مهدی هاشمی درنقش (فریدون دلدار)
- امین زندگانی درنقش (نیما وثوق)
- حمیرا ریاضی درنقش (شهره قدیری)
- شهرام حقیقت‌دوست درنقش (کامران شکوفا)
- آناهیتا همتی درنقش (سپیده درخشان)
- پرویز پورحسینی درنقش (امین وثوق)
- اتابک نادری درنقش (تاجیک)
- صفا آقاجانی درنقش (مادر شهره)
- حشمت‌الله آرمیده درنقش (محمود امانی)
- ناصر لقائی درنقش (آقای یگانه)
- خسرو خان‌محمدی
- زهرا محمدی درنقش (محبوبه محمدی)
- زهره حمیدی درنقش (دکتر فرزانه فرنوش)
- عباس مختاری
- حوریه امیری درنقش (سمیه)[۳][۴]

## داستان
داستان این سریال حول محور زندگی دختری به نام مهشید (زیبا بروفه) می‌گذرد که ناملایمات زندگی از او زنی محکم و استوار می‌سازد.وقایع این سریال در طی مدتی حدود ۶ ماه اتفاق می افتد، از زمانی آغاز می شود که بیماری نسرین (بیتا فرهی) مادر مهشید به مرحله خطرناکی می رسد…